# Мощеницькі
Мощеницькі — шляхетський рід герба «Корчак», що походив, імовірно, від Катуни, маршалка князя Івана Острозького (1463); у 16–17 ст. — зем'яни Волинського воєводства та Київського воєводства. Родове гніздо — с. Мощаниця Острозької волості Луцького повіту Волинського воєводства (нині село Острозького району Рівненської обл.).
Найвідомішим представником роду був Василь Богданович (п. 1595), слуга великого гетьмана литовського Григорія Ходкевича, а пізніше — князя В.-К.Острозького, перший київський підстолій (1583–95), 1582 — посол шляхти Київського воєводства на вальний сейм. Власник частин сіл Бодячів (нині село Ківерцівського району Волинської обл.) і Хусова Луцького повіту Волинського воєводства, Скородне (нині село Клесівського району), Норинськ, Раківщина, Гунич (усі нині села Овруцького району), Фосниця і Жеревці (нині село Лугинського району; усі Житомирської обл.), Колька, Коптевичі Овруцького повіту Київського воєводста. Онуком Василя Богдановича і водночас останнім представником роду був київський ловчий Андрій (1655).
З помітних осіб, які представляли молодшу гілку роду і користувалися гербом «Еліта», слід назвати рівненського і головинського намісника княгині Беати Острозької Григорія Олексійовича (п. між 1558 і 1569) та його молодшого сина Олехна (Олександра; п. бл. 1581), що був поручником гусарської роти снятинського старости (див. Староство) Миколая Язловецького.